# Grain (moneta)
Grain – miedziana moneta maltańska, o wartości ⅓ farthinga lub 1/240 maltańskiego skuda (scudo d'argento), wypuszczana w Londynie w latach 1866–1899.
Funkcjonowała w ramach wprowadzonego w 1825 systemu funta szterlinga, po raz pierwszy emitowana w 1827, finalnie w 1913. 